# Astrid de Belgique
Ne pas confondre avec sa grand-mère Astrid de Suède, reine des Belges
Titre
Épouse du prétendant au trône de Modène
Depuis le 7 février 1996
(29 ans, 5 mois et 24 jours)
Astrid de Saxe-Cobourg,, princesse de Belgique, par mariage archiduchesse d'Autriche-Este, deuxième enfant du roi Albert II et de la reine Paola et sœur de l'actuel roi Philippe, est née le 5 juin 1962 au château du Belvédère (Bruxelles).

## Biographie

### Jeunesse
Son parrain est son oncle Fabrizio Ruffo di Calabria et sa marraine est sa tante la grande-duchesse Joséphine-Charlotte de Luxembourg. Astrid effectue ses études primaires et secondaires à l'Institut de la Vierge-Fidèle à Bruxelles. Après ses études secondaires à Bruxelles, la princesse Astrid a étudié l'histoire de l'art durant une année à Leyde, aux Pays-Bas. Elle a complété sa formation à Genève, à l'Institut universitaire d'études européennes, ainsi qu'au Michigan, aux États-Unis.

### Mariage et descendance
Le 22 septembre 1984, Astrid de Belgique épouse à Bruxelles l'archiduc Lorenz d'Autriche-Este, dans l'Église Notre-Dame du Sablon de Bruxelles. Ils ont cinq enfants qui portent le titre de prince et princesse de Belgique et la qualification d'altesse royale par décret royal du 12 décembre 1991 :
1. Le prince Amedeo de Belgique (né le 21 février 1986), épouse à Rome le 5 juillet 2014 Elisabetta Rosbosch von Wolkenstein, dont deux filles et un fils :
  1. L'archiduchesse Anna-Astrid d'Autriche-Este (née le 17 mai 2016),
  2. L'archiduc Maximilian d'Autriche-Este (né le 6 septembre 2019) ;
  3. l'archiduchesse Alix d'Autriche-Este (née le 2 septembre 2023)[5],[6].
2. La princesse Maria Laura de Belgique (née le 26 août 1988), épouse à Bruxelles le 10 septembre 2022 William Isvy (né le 9 mars 1991)[7],[8] ;
  1. Albert Isvy (né le 26 janvier 2025)[9].
3. Le prince Joachim de Belgique (né le 9 décembre 1991) ;
4. La princesse Luisa Maria de Belgique (née le 11 octobre 1995) ;
5. La princesse Laetitia Maria de Belgique (née le 23 avril 2003)[10],[11].

Ils vivent dans le domaine du Stuyvenberg, propriété de la Donation royale.
De 1984 à 1993, la princesse Astrid, son époux et leurs enfants vivent dans l'anonymat à Bâle en Suisse, où l'archiduc Lorenz travaille dans une banque. À cette époque, la princesse n'occupait aucune fonction officielle en Belgique.

### Devoirs officiels
À la suite de l'abolition de la loi salique en juin 1991 par le Parlement fédéral belge, Astrid devient la première princesse de la famille royale à entrer dans l'ordre de succession au trône, à transmettre son titre à ses enfants, à être sénatrice de droit et à obtenir un grade dans l'armée belge, ainsi qu'une dotation du gouvernement.
En juin 1993, le couple princier et leurs enfants reviennent en Belgique. La princesse Astrid est désormais la fille des nouveaux souverains et commence sa vie officielle. Depuis 1993, Astrid est présidente d'honneur du conseil d'administration de la Fondation Médicale Reine Élisabeth (FMRE), composé de quinze membres[réf. nécessaire]. Elle succède en 1994 à son père à la présidence de la Croix-Rouge de Belgique et restera à ce poste jusqu'au 31 décembre 2007 (elle n'a ensuite plus souhaité renouveler son mandat). En 1996, elle prête serment comme sénatrice de droit et a prononcé plusieurs discours sur la pauvreté. Un an plus tard, elle devient colonel du Service médical belge et reçoit le grand cordon de l’ordre de Léopold, la plus haute distinction du pays.
La princesse Astrid accorde aussi son haut patronage à la section belge de l’Association mondiale des amis de l’enfance (AMADE), à la Fondation Vivat-Foyer général Cornet, à la Fédération francophone des sourds de Belgique, à l'Association Insuffisants respiratoires, à l'International Federation for Hydrocephalus and Spina Bifida, à l'Institut médico-pédagogique Sainte-Gertrude, à l'association sans but lucratif Les XXI, à l'asbl Fistul Aid, à l'asbl Les Amis d'Accompagner, à la Fédération Belge des Banques Alimentaires, à la journée européenne Restart a Heart Day pour la sensibilisation contre l'arrêt cardiaque inopiné, etc.
Elle est aussi la présidente d'honneur des Jeunesses musicales de Bruxelles et de l'association sans but lucratif Pinocchio (qui aide les enfants et adolescents brûlés).
Du 20 novembre 1996 au 25 mai 2014, elle est sénatrice de droit.
De 2003 à 2014, elle est présidente d'honneur de l'Organisation européenne pour la recherche et le traitement du cancer (qui gère une banque de données des cancers en Europe). Elle est également présidente d'honneur de la Fondation médicale Reine Élisabeth (créée en 1926 par son arrière-grand-mère afin de soutenir la recherche dans les neurosciences) et des fonds scientifiques de la Fondation Roi-Baudouin. La princesse s'intéresse beaucoup à la recherche et visite des laboratoires chaque année. Elle accorde aussi son haut patronage à RaDiOrg.Be (Rare Diseases Organisation Belgium) qui coordonne 80 associations belges luttant contre des maladies orphelines.
De 2007 à 2015, la princesse Astrid accepte de devenir représentante spéciale du Roll Back Malaria Partnership (RBM) pour la lutte contre la malaria, créé en 1998 par l’Organisation mondiale de la santé (OMS), le Programme des Nations unies pour le développement (PNUD) et l’Unicef. Chaque année, 1 à 2 millions de personnes décèdent des suites de la malaria dans le monde. Afin que les médias fassent connaître cette maladie, la princesse s'est déjà rendue en Tanzanie et en Zambie. La Malaria Foundation International, dont le siège est basé à Atlanta (États-Unis), a désigné fin 2008 la princesse Astrid comme le membre de toutes les familles royales du monde qui s'engage le plus en faveur de la malaria. Son mandat de représentante spéciale est renouvelé tous les deux ans.
En avril 2008, la princesse Astrid a confié à la presse que devenus adultes, ses cinq enfants travailleraient, ne joueraient aucun rôle officiel en Belgique et ne recevraient donc pas de dotation publique.
En janvier 2010, la princesse Astrid a succédé à sa tante la reine Fabiola à la présidence d'honneur de l'Action Damien.
En 2012, le journal Het Laaste Nieuws a établi le classement des 100 femmes les plus puissantes de Belgique et la princesse Astrid y occupe la 53e place.
Depuis le 21 juillet 2013, date d'accession au trône de son frère, le roi Philippe de Belgique, elle occupe le 5e rang dans l'ordre de succession au trône, après sa nièce, la princesse Éléonore, quatrième enfant de son frère, le roi Philippe.
À la suite de l'avènement du nouveau monarque, la princesse Astrid préside les missions économiques belges à l'étranger : en octobre 2013 en Afrique du Sud et en Angola, en novembre 2013 en Inde, en mars 2014 en Arabie saoudite et au sultanat d’Oman, en octobre 2014 en Colombie et au Pérou, en mars 2015 au Qatar et aux Émirats arabes unis, en octobre 2015 au Canada, en mars 2016 en Indonésie, en décembre 2016 au Texas, en juin 2017 en Corée du sud, en octobre 2017 en Côte d'Ivoire, en juin 2018 en Argentine et en Uruguay, en novembre 2018 au Maroc, en 2019 au Mexique, en novembre 2022 au Japon et en mai 2023 au Sénégal.

## Titres et honneurs

### Titulature
- depuis le 5 juin 1962 : Son Altesse Royale la princesse Astrid Joséphine-Charlotte Fabrizia Elizabeth Paola Marie de Belgique, princesse de Belgique (naissance) ;
  - depuis le 22 septembre 1984 : Son Altesse Impériale et Royale la princesse Astrid de Belgique, princesse de Belgique, archiduchesse d'Autriche-Este, princesse de Hongrie et de Bohême (titulature de courtoisie, non reconnue en Belgique)

### Distinctions et décorations
- Grand cordon de l'ordre de Léopold (Belgique)[13]
- Grand-croix de l'ordre du Mérite de la République fédérale d'Allemagne, 1998
- Grand-croix de l'ordre d'Adolphe de Nassau (Luxembourg, 1999)
- Grand-croix de l'ordre du Mérite civil (Espagne, 2000)[14]
- Grand-croix de l'ordre royal de l’Étoile polaire (Suède, 2001)
- Grand-croix de l'ordre royal norvégien du Mérite (Norvège, 2003)
- Grand-croix de l'ordre de la Couronne (Pays-Bas)[15]
- Grand-Croix de l'Ordre équestre du Saint-Sépulcre de Jérusalem (Vatican, 2023)
- Grand-croix de l'ordre de l'Infant Dom Henri

La princesse a été faite citoyenne d'honneur des villes de Séoul (lors de sa mission économique en Corée du Sud en 2017) et Mexico (lors de sa mission économique au Mexique en 2019).

### Grade militaire
| - 23 mai 1997 - 26 décembre 2003 : composante médicale, lieutenant-colonel - depuis le 26 décembre 2003 : composante médicale, colonel, |      |      |
| | 1997 | 2003 |